# Zoisite
La zoisite, conosciuta anche come saualpite (dalla sua località tipo), è un calcio-alluminio idrossi sorosilicato appartenente al gruppo dell’epidoto.

## Abito cristallino
Si presenta come un cristallo prismatico o in forma massiva. Nei cristalli euedrali le striature sono parallele all’asse c e lungo tale asse vi è anche una direzione di sfaldatura perfetta.

## Struttura e composizione
La formula chimica è Ca2AlAl2(SiO4)(Si2O7)O(OH). Le zoisiti mostrano una deviazione relativamente piccola da tale composizione. Il manganese è presente solo in piccole quantità anche nella thulite. Quantità di cromo elevate si riscontrano solo in un numero ristretto di zoisiti. La zoisite, ortorombica, ha una struttura che può essere derivata da quella del suo polimorfo monoclino clinozoisite per una duplicazione, simile alla geminazione, della cella lungo l'asse a, in maniera tale che a(zoisite)=2a sen β (clinozoisite o epidoto).

## Proprietà fisiche
La zoisite presenta colorazioni marroni, nere e verdi. Presenta una lucentezza vitrea ed uno striscio bianco. Il suo peso specifico varia da 3,10 a 3,38 g/cm³ a seconda della varietà. La durezza è compresa tra 6-7 della scala Mohs.

## Proprietà ottiche
La zoisite può mostrare due orientazioni ottiche in funzione del contenuto di ferro. Nelle zoisiti con XFe [= Fe3+/(Fe3++Al)] tra 0 e 0,03 il piano degli assi ottici è (010), con valori più alti diventa (100). Nella maggior parte delle zoisiti vi è una forte dispersione, responsabile dei colori di interferenza blu anomali di molti campioni. L'indicatrice ottica è biassica. Solo nella thulite è presente pleocroismo con questo schema: X= rosa pallido, rosso-viola; Y= da incolore a rosa brillante; Z= da giallo pallido a giallo.

## Giacitura
È una costituente piuttosto comune delle rocce metamorfiche di facies anfibolitica ed è frequente nelle anfiboliti derivate da rocce ignee basiche.

## Luoghi di ritrovamento
Luoghi di ritrovamento sono: Tanzania, Kenya, Norvegia, Svizzera, Austria, India, Pakistan e nello stato americano di Washington. In Italia è presente nei pressi della Cima del Camossaro (Valsesia).
Nel 1967 in Tanzania venne scoperta una varietà blu di zoisite di qualità gemma che venne chiamata Tanzanite. Fino all’inizio del XIX secolo veniva classificata come tremolite. Il minerale fu descritto da Abraham Gottlob Werner nel 1805. Venne chiamato così in onore di Sigmund Zois, il naturalista che gli spedì un campione dalle montagne Saualpe in Carinzia. Haüy nel 1822 considerò la zoisite come una varietà di epidoto e la incluse nella sua “epidote spezies”.